# Грессер, Пётр Аполлонович
Пётр Аполлонович Грессер (нем. Peter Gresser; 1833—1892) — генерал-адъютант, генерал-лейтенант русской императорской армии (1883), в 1871—1878 гг. волынский губернатор, в 1882—1883 гг. санкт-петербургский обер-полицмейстер, затем градоначальник.

## Служба
Происходил из эстляндских дворян. Родился в семье генерал-майора Аполлона Карловича Грессера (нем. Apollonius Gresser; 1789—1873) и итальянки Елизаветы Карловны, урожд. Рашет (нем. Elisabeth Rachette; 1807—1869). В браке с Надеждой Петровной Палибиной (1846—1895) имел сына Александра (1872).
Окончил 1-й кадетский корпус (1850). Службу начал на Кавказе.
Прапорщик (8.8.1850 г.), подпоручик (1853 г.), поручик (1855 г.), штабс-капитан (1856 г.), капитан (1859 г.), майор (1862 г.), подполковник (1864 г.), полковник (1869 г.), переименован в статские советники (1871 г.), действительный статский советник (1872 г.), переименован в генерал-майоры (30.8.1878), генерал-лейтенант (30.5.1883 г.).Старший адъютант штаба Отдельного гренадерского корпуса (1862—1864 гг.). Чиновник при Киевском генерал-губернаторе (1864—1871 гг.). Волынский губернатор (8.7.1871 г. — 28.4.1878 г.). Член Временного совета по управлению Болгарией-состоял в распоряжении императорского комиссара в Болгарии(1878—1879 гг.). Харьковский губернатор (20.4.1880 г. — 26.7.1882 г.). С.-Петербургский обер-полицмейстер (26.7.1882 г. — 1883 г.) и С.-Петербургский градоначальник (2.6.1883 г. — 29.4.1892 г.). Участвовал в военных действиях на Кавказе (1851—1861 гг.) и в подавлении польского восстания 1863 г.
После Русско-турецкой войни и освобождения Болгарии, князь А. М. Дондуков-Корсаков назначил Грессера начальник внутренних дел Болгарии до создания регулярного правительства (май 1879 — юли 1879).

## Руководство петербургской полицией
На посту петербургского градоначальника провел реорганизацию полиции, пожарной охраны, упорядочил извозный промысел. При нём в Санкт-Петербурге построена Центральная одиночная тюрьма «Кресты», осуществлено электрическое освещение части Невского проспекта.
В. П. Мещерский писал о нём: «Уже одно то, что плохонький губернатор в Харькове оказался чуть ли не идеальным начальником полиции и градоначальником в Петербурге — в высшей степени курьезное явление. Факт тот, что ни до Грессера, ни после Грессера Петербург не имел подобной по энергии и здравомыслию личности во главе города. В разговоре о политике, о литературе, о великосветских злобах дня, о придворном мире — он казался менее сведущ и наивнее своего вестового; но когда вы входили в область его служебной деятельности, этот человек вдруг преображался не только в страстного любителя, но в гения своего дела».
В июне 1883 император Александр III повелел «восстановить прежний порядок управления Санкт-Петербургом, присвоив начальнику санкт-петербургской полиции, по переименовании его из обер-полицмейстеров в градоначальники». Соответственно Гессер был переименован из обер-полицмейстеров в градоначальники и продолжил управление городом. Под его руководством столичной полиции удалось предотвратить покушение на императора, запланированное революционным подпольем на 1 марта 1887. Пятеро арестованных террористов, в том числе брат В. И. Ленина — А. И. Ульянов были казнены в Шлиссельбургской крепости.

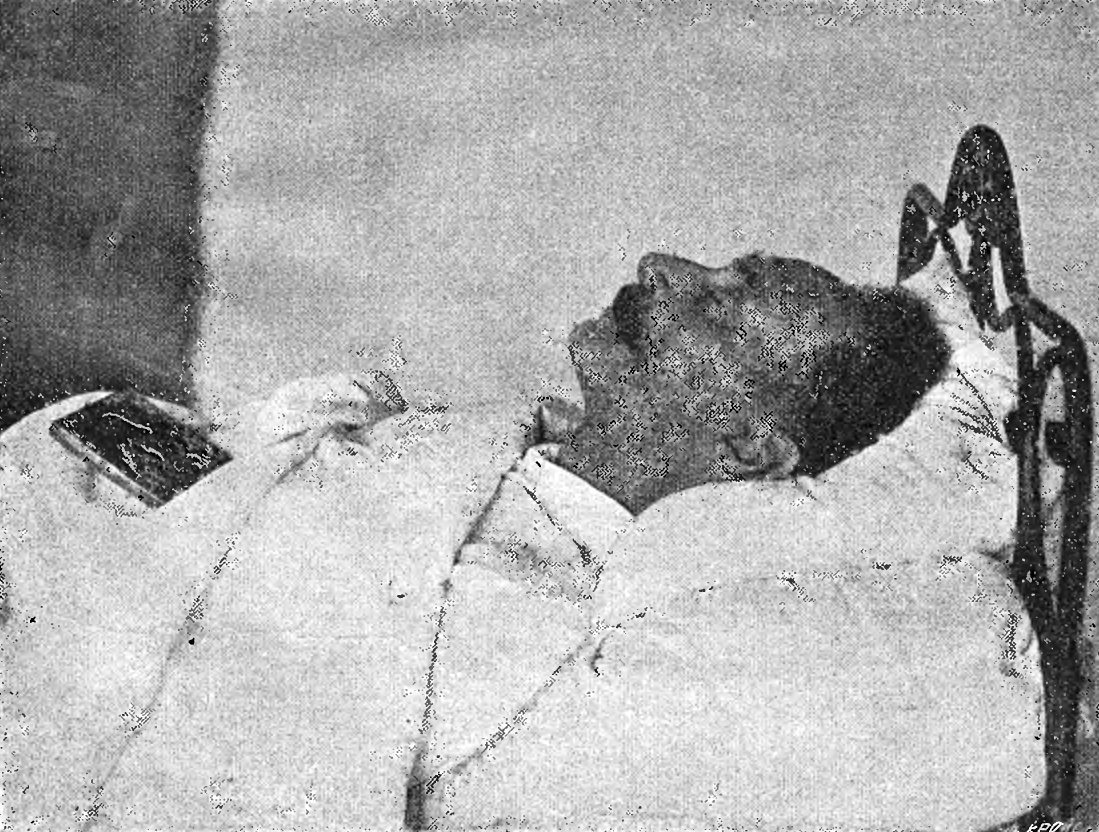
Генерал-лейтенант П. А. Грессер на смертном одре

Грессер скончался на своём посту от последствий впрыскивания омолаживающего средства «Виталин», изобретенного шарлатаном М. П. Грачковским. По другой версии, П. А. Грессер скончался от «гнилостного заражения крови»; он хотел произвести себе подкожное впрыскивание и заразился нечистым шприцем. Похоронен на Никольском кладбище Александро-Невской лавры. Сибирский золотопромышленник К. И. Иваницкий в связи со смертью Гессера пожертвовал 1000 рублей, чтобы проценты с этой суммы выдавались каждые три года, в награду наиболее достойному городовому под названием «премии П. А. Грессера».

## Награды
- Орден Святого Станислава 3-й степени с мечами и бантом (1858)
- Орден Святой Анны 3-й степени (1866)
- Орден Святой Анны 2-й степени (1869)
- Орден Святого Владимира 3-й степени (1874)
- Орден Святого Станислава 1-й степени (1877)
- Орден Святой Анны 1-й степени (1879)
- Орден Святого Владимира 2-й степени (1879)
- Орден Белого орла (1887)
- Орден Святого Александра Невского (1889)

Иностранные:
- черногорский Орден Князя Даниила I (1883)
- японский Орден Восходящего солнца 2-й степени (1883)
- саксен-альтенбургский Орден Эрнестинского дома (1884)
- австрийский Орден Железной короны 1-й степени (1887)
- прусский Орден Красного орла 1-й степени (1888)
- турецкий Орден Меджидие 1-й степени (1888)
- греческий Орден Спасителя (1889)